# Belfortstraße 3 (München)

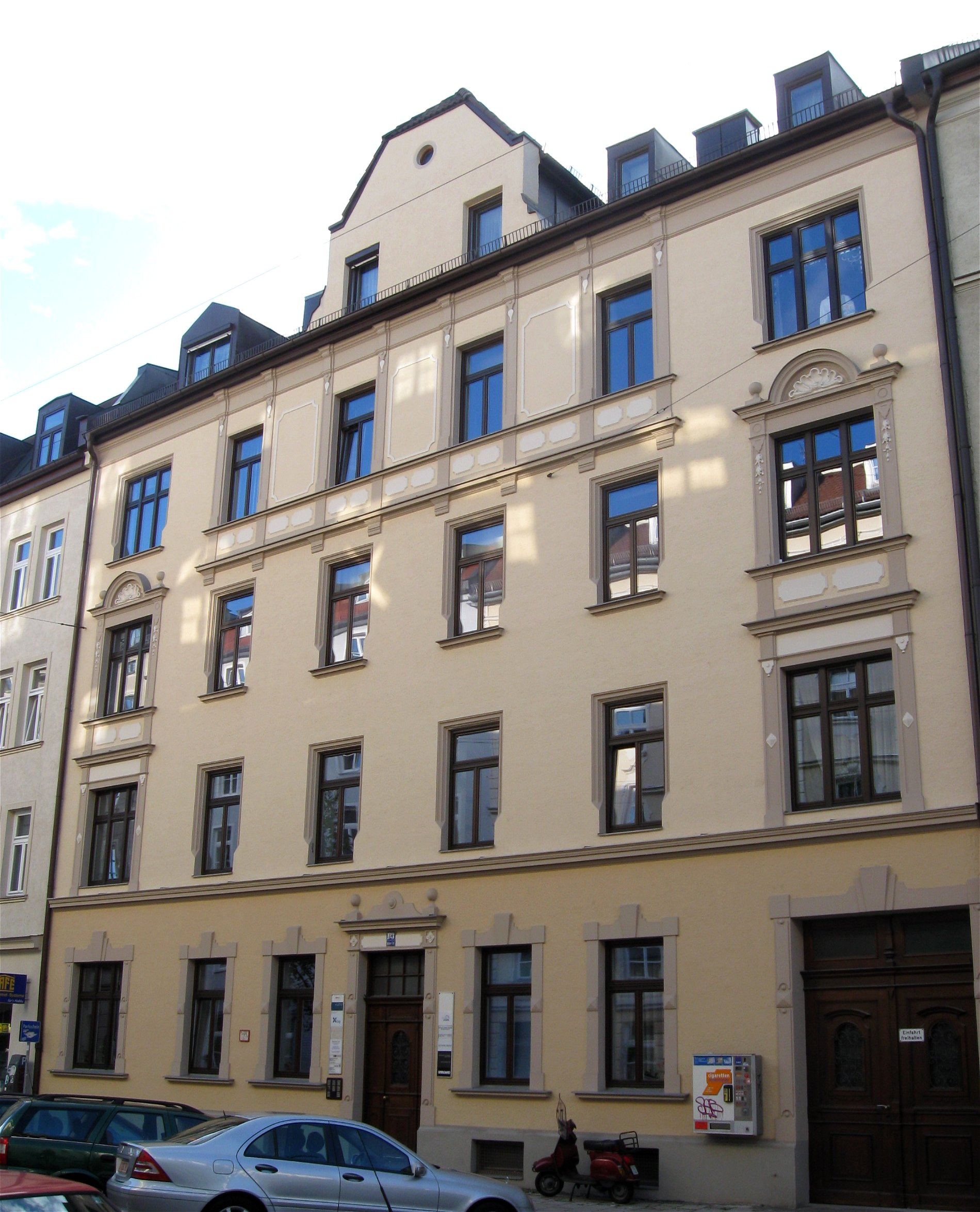
Haus Belfortstraße 3 in München-Haidhausen

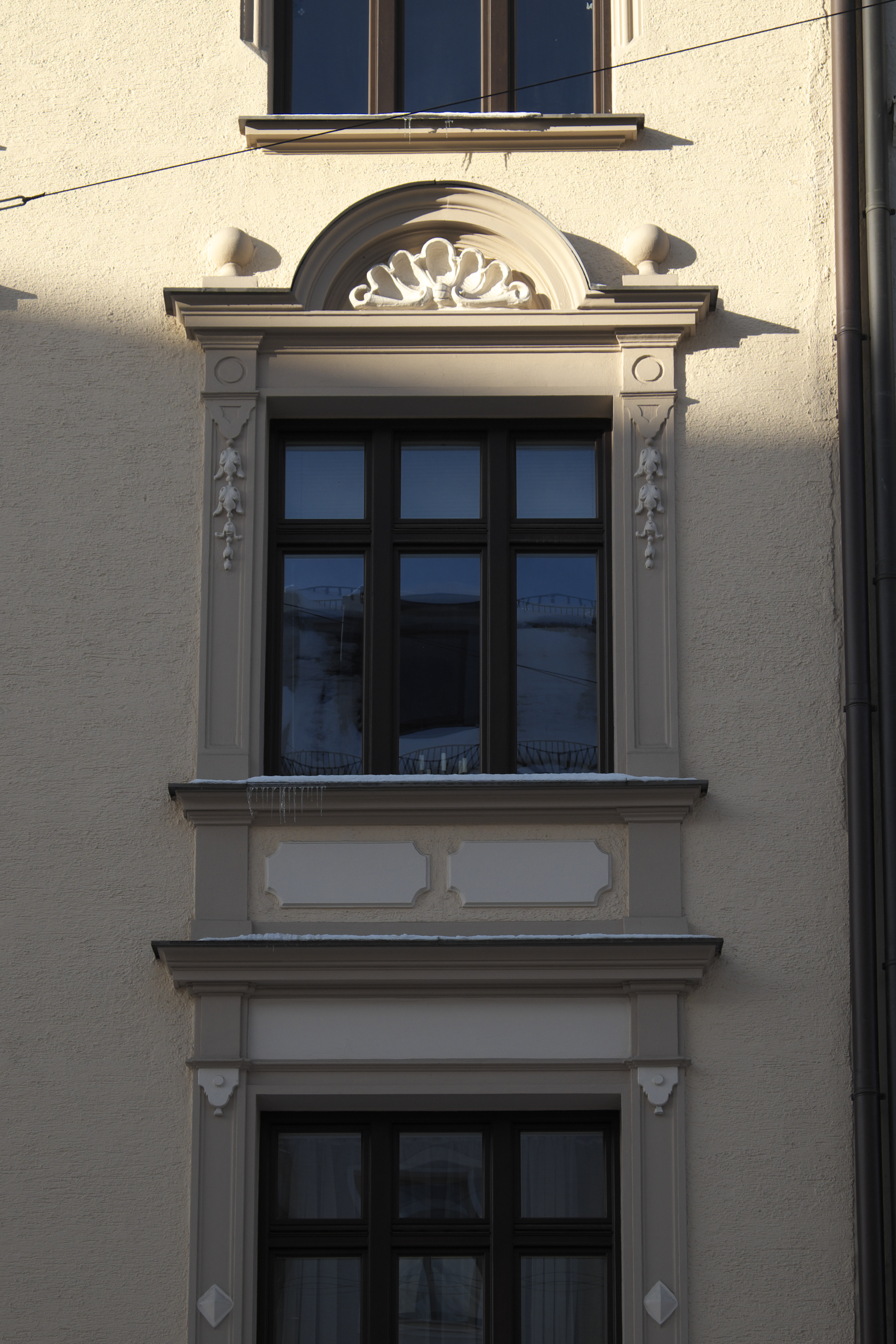
Fassadenschmuck

Das Haus Belfortstraße 3 ist ein denkmalgeschütztes Mietshaus im Münchner Stadtteil Haidhausen.
Das Haus im Stil der „deutschen Renaissance“ wurde um 1890/1900 errichtet. 